# Lorentz Kolmodin

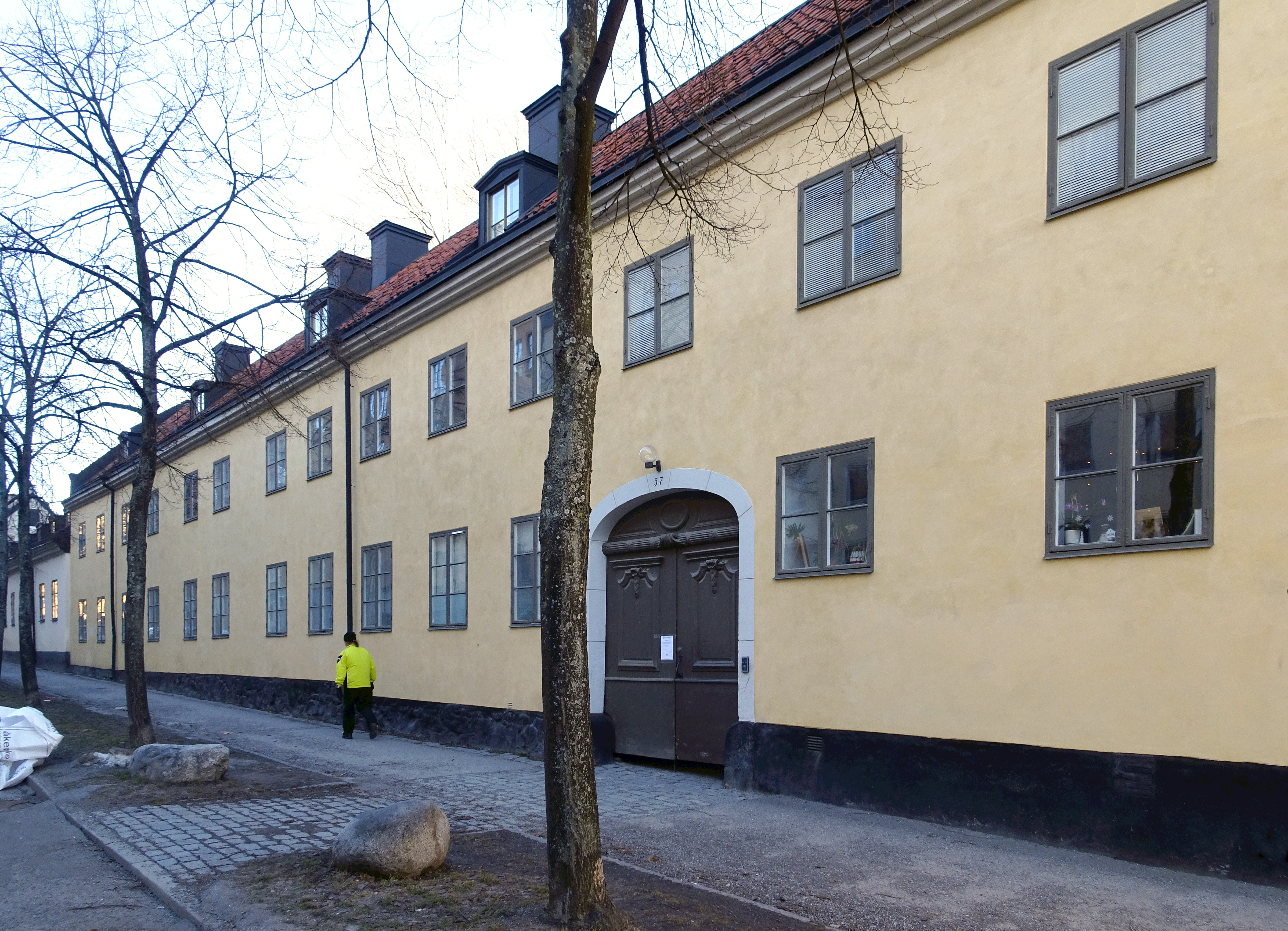
Arbetarbostäder vid Malmgårdsvägen, ritade och uppförda av Kolmodin 1787.

Lorentz Kolmodin, född 14 mars 1743 i Maria Magdalena församling, Stockholm, död 3 oktober 1826 i Östra Eneby församling, Östergötland, var en svensk murmästare, byggmästare och arkitekt, huvudsakligen verksam i Stockholm.

## Biografi
Kolmodin är en svensk släkt från Hälsingland. Lorentz Kolmodin är troligen släkt med Israel Kolmodin, mannen bakom 1600-tals psalmen Den blomstertid nu kommer. Kolmodins far var vice stadsfiskal Lars Christian Kolmodin (1712–1771), ibland åtalad för fylleri och omnämnd flera gånger i Carl Michael Bellmans skrifter. 
Efter sju år som gesäll inträdde Lorentz Kolmodin 1772 i Murmestare Embetet i Stockholm. Han blev stadsmurmästare 1776 och var kapten vid Stockholms borgerskaps militärkårer. Som framgår av en bygglovsritning från 1779 kallade han sig själv även för bryggare och handelsman. 
Mellan 1776 och 1808 uppförde han 30 nybyggnader i Stockholm och dessutom ett hundratal ombyggnader, många av dem återfinns i Gamla stan. Uppdragsgivarna var fabrikörer, grosshandlare, guldsmeder och adliga personer. Bland dem märks guld- och silversmeden Isac Sauer som 1781 beställde ett större bostadshus i kvarteret Svalan på Norrmalm och Isac Sauers far, tenngjutaren Jacob Sauer, för vilken Kolmodin på 1780-talet genomförde en större ombyggnad av Jakob Sauers hus, Västerlånggatan 29 i Gamla stan. I kvarteret Vintertullen (dagens Malmgårdsvägen 57) på Södermalm stod han 1787 för ritningar och bygget av bostadshus för textilarbetare med fabrikören Anders Österberg som beställare.
Kolmodin ägde själv tre större stenhus i kvarteret Pumpen vid dåvarande Packaretorgs gatan 22, 23 och 24 (nuvarande Biblioteksgatan i höjd med Stureplan). Han var far till Gustaf Magnus Kolmodin (1779-1833) som även han var verksam som murmästare. 1813 gifte han sig en andra gång, nu med Beata Sofia Löfberg (född 1789) som härstammade från Östra Eneby socken. Samtidigt tycks han ha lämnat Stockholm och sin yrkesbana som murmästare och flyttat till hustruns hemtrakt där han avled 1836 på Eneby gård. Han efterlämnade en förmögenhet om 15 569 Riksdaler banko (vilket motsvarar en köpkraft på cirka 1,9 miljoner kronor i 2019 års penningvärde).

## Ritningar (urval)

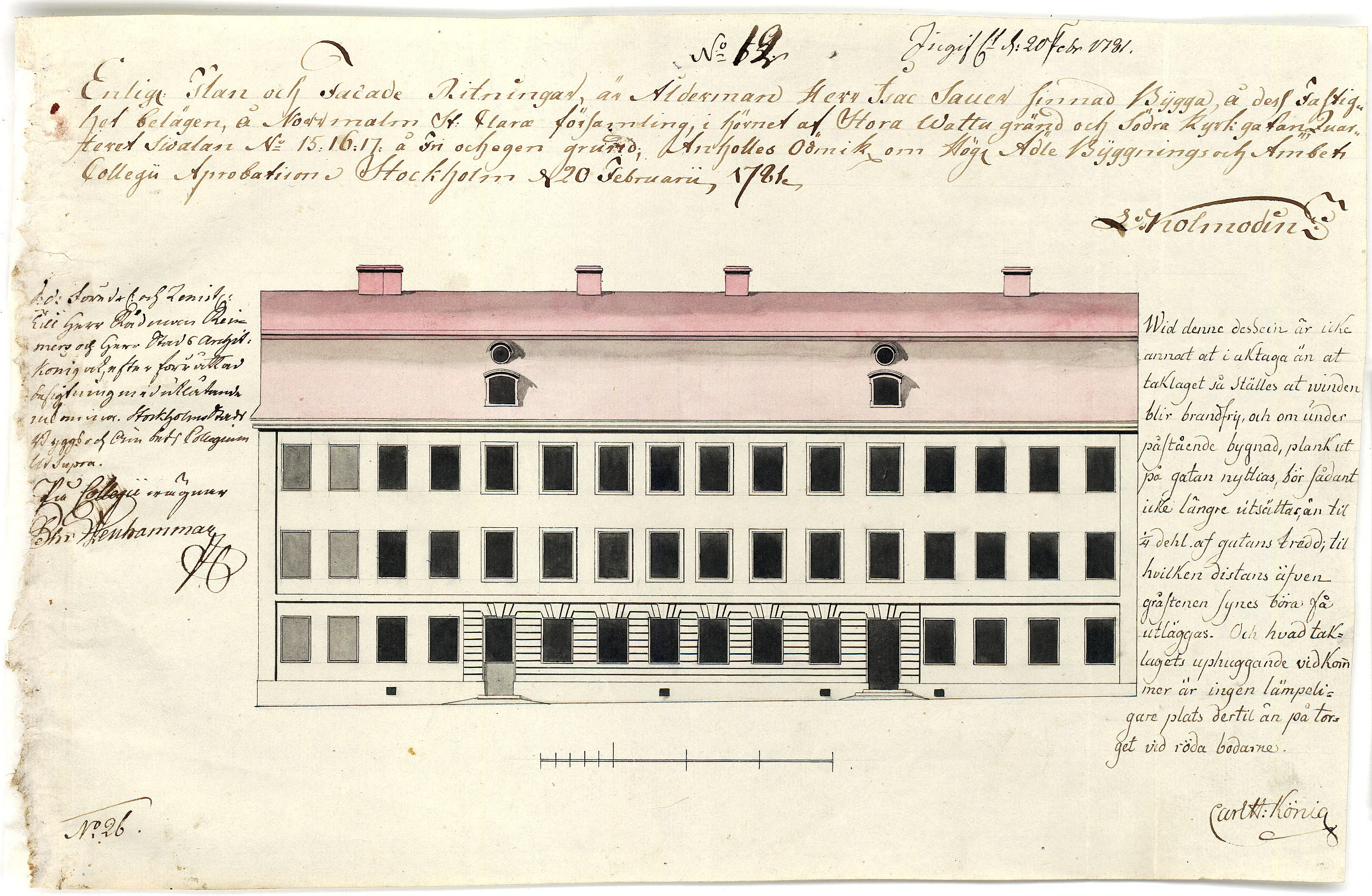
Bostadshus i kvarteret Svalan, 1781.
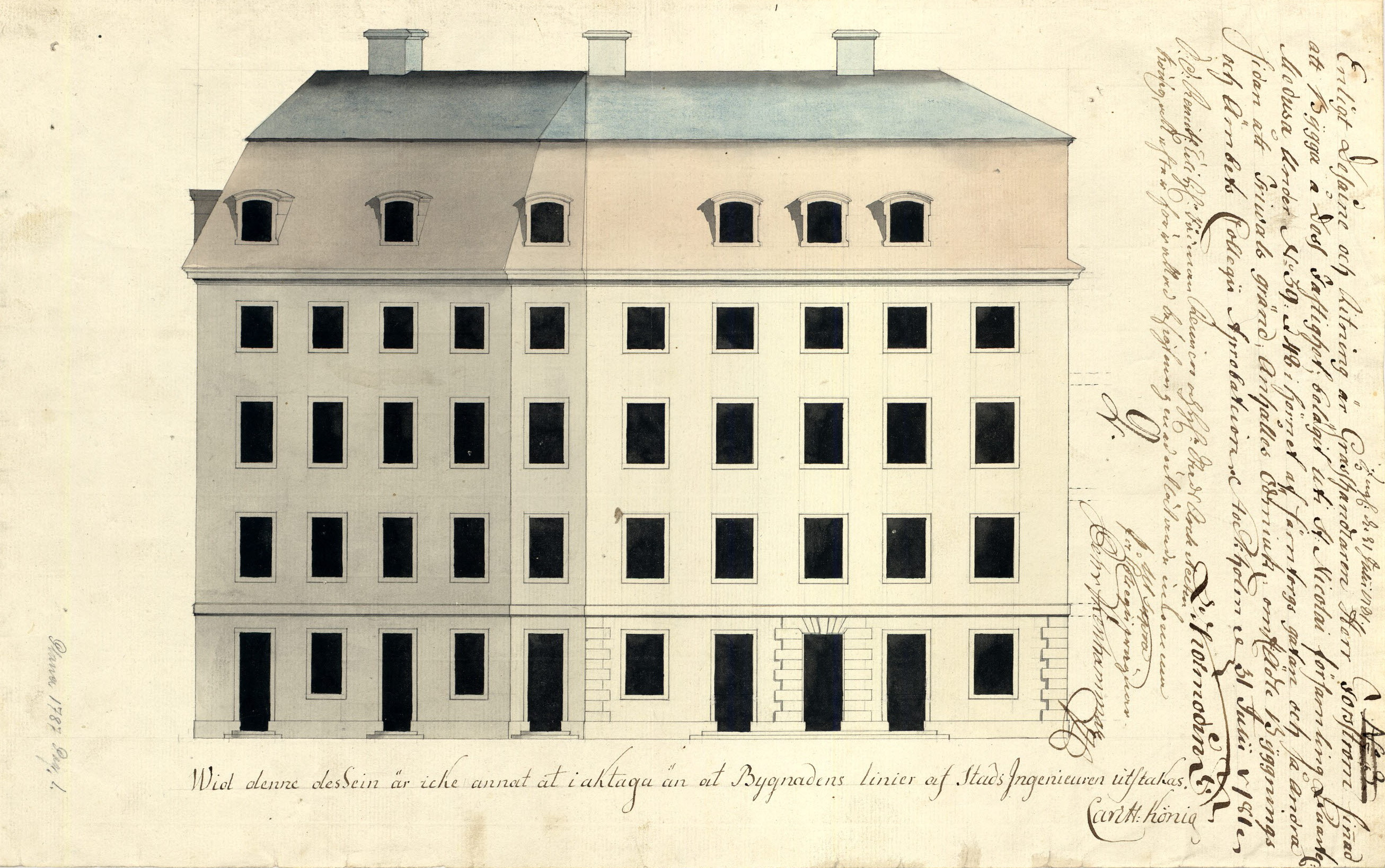
Bostadshus i kvarteret Medusa, 1781.
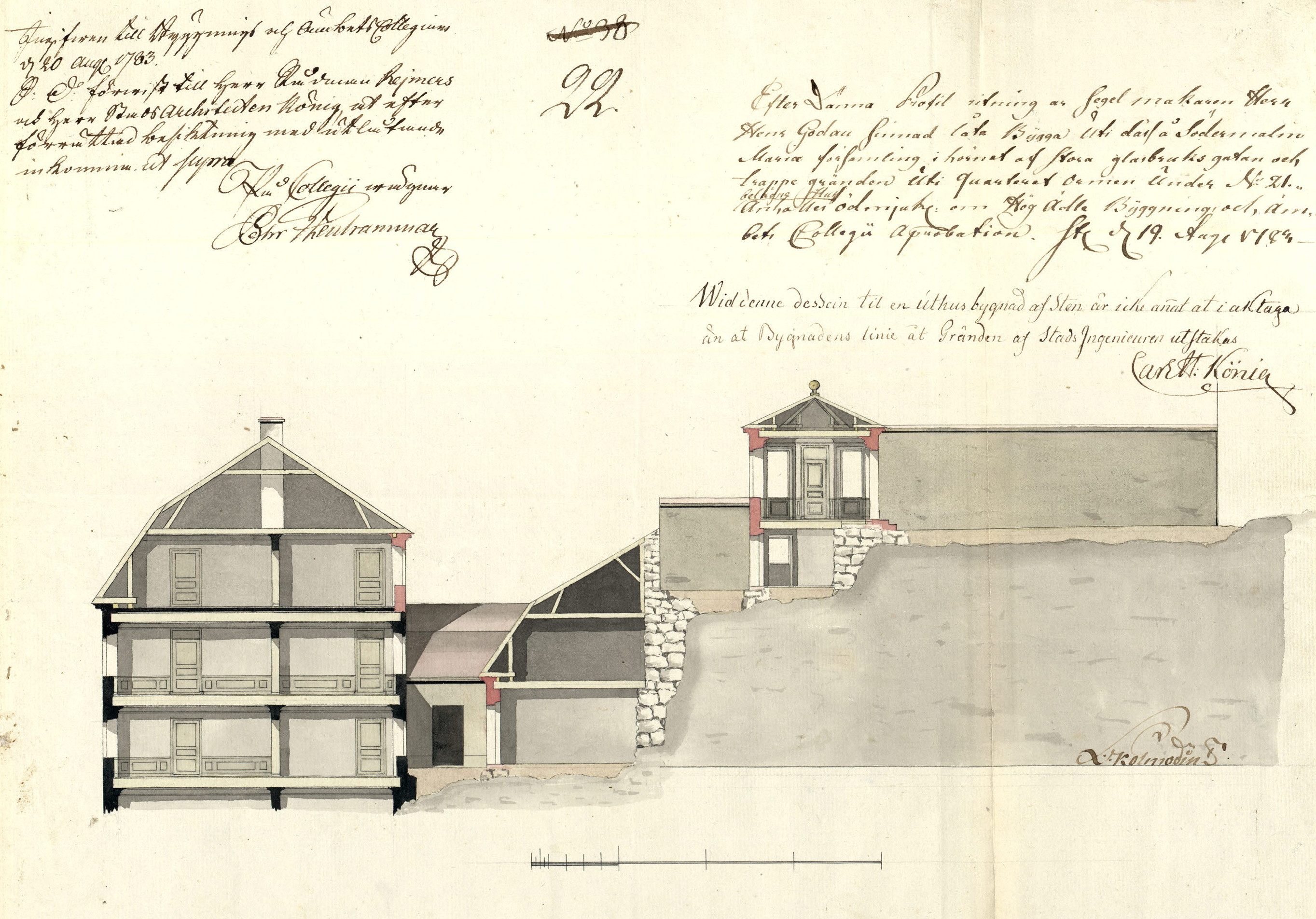
Byggnad i kvarteret Ormen större, 1783.
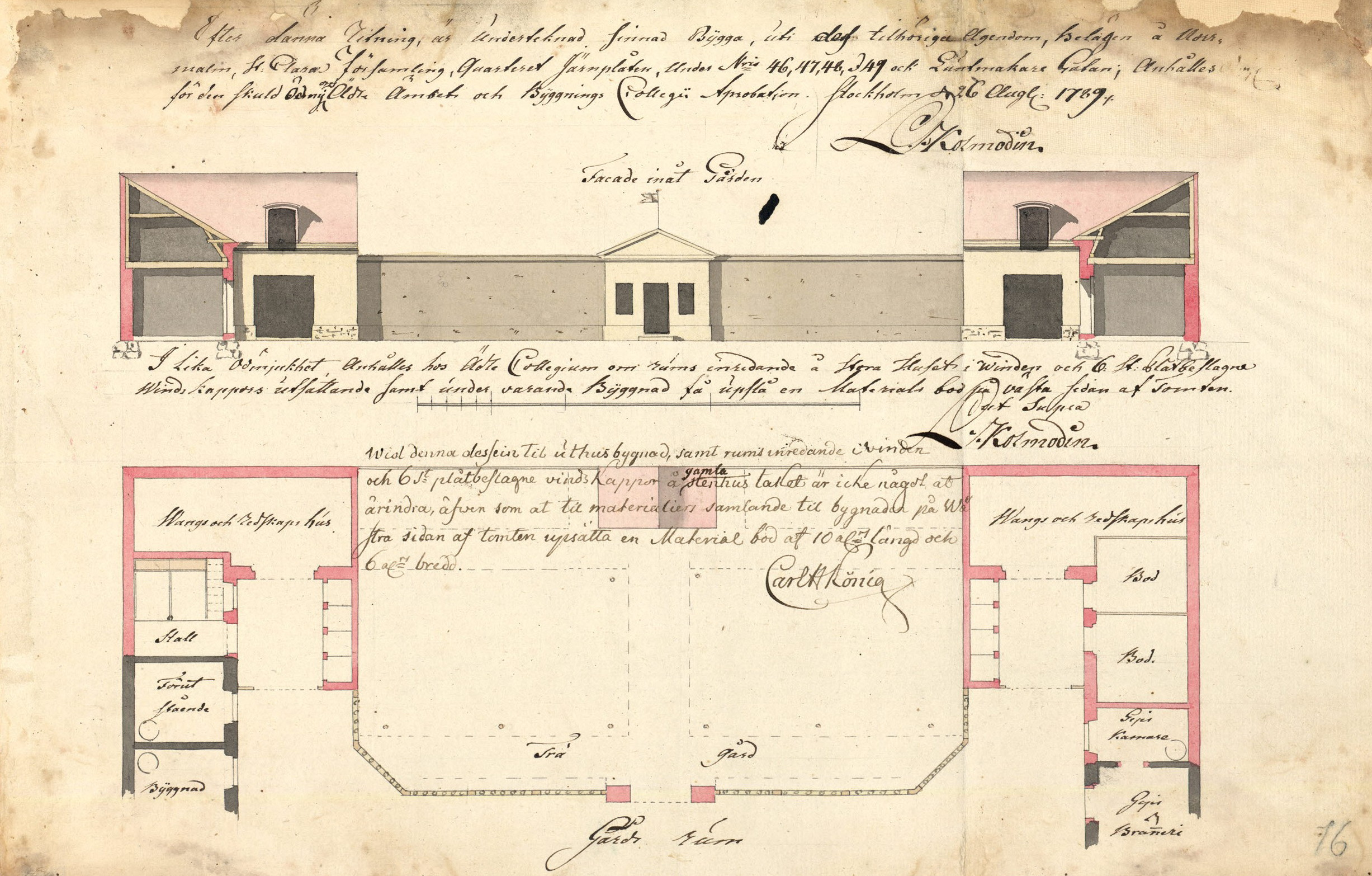
Stallbyggnad i kvarteret Järnplåten, 1789.